# Dactyloscopus crossotus
Dactyloscopus crossotus är en fiskart som beskrevs av Starks, 1913. Dactyloscopus crossotus ingår i släktet Dactyloscopus och familjen Dactyloscopidae. Inga underarter finns listade i Catalogue of Life.